# Aleksander (Paulus)
Aleksander (světským jménem: Aleksander Paulus; 2. února 1872, Oriküla – 18. října 1953, Stockholm) byl estonský duchovní Estonské apoštolské pravoslavné církve a metropolita tallinnský a celého Estonska.

## Život
Narodil se 2. února 1872 v obci Oriküla.
Po získání základního vzdělání nastoupil na Rižské duchovní učiliště, poté na Rižský duchovní seminář.
Po absolvování semináře se stal psalomščikem v Leesi. Poté působil v Kolga-Jaani a Fellinu.
Roku 1901 se oženil se Zinaidou Achtmannovou a roku 1909 ovdověl.
Dne 29. srpna 1901 byl arcibiskupem rižským Agafangelem (Preobraženským) rukopoložen na jereje. Po vysvěcení působil v Kõrgessaare, Dagu, Karksi a Pärnu.
Dne 21. března 1919 byl na prvním Soboru Estonské pravoslavné církve zvolen biskupem. Volbu odmítl kvůli špatnému zdraví. Dalším důvodem odmítnutí byla nedostatečná podpora ze strany představitelů etnicky ruských farností, kteří chtěli volbu ruského biskupa a zdrželi se hlasování.
Dne 10. května 1920 získala církev v Estonsku od Nejsvětějšího synodu autonomii.
V září 1920 byl zvolen metropolitou Tallinnu a celého Estonska. Dne 5. prosince 1920 proběhla v katedrálním chrámu svatého Alexandra Něvského jeho biskupská chirotonie. Světiteli byli emeritní arcibiskup pskovský a porchovský Jevsevij (Grozdov) a arcibiskup finský a vyborský Serafim (Lukjanov).
Dne 23. září 1922 se Estonská církev rozhodla obrátit na Konstantinopolský patriarchát s žádostí o udělení autokefality.
Dne 7. července 1923 byla církev po jednání s patriarchou Meletiem přeměněna na autonomní okruh patriarchátu. V červenci 1926 získala církev název Estonská apoštolská pravoslavná církev.
Jako metropolita vysvětil více než stovku duchovních, mezi nimi byl např. Michail Rüdiger (otec patriarchy Alexije II.).
Po vstupu Estonska do Sovětského svazu byl metropolita 24. února 1941 přijat do jurisdikce Moskevského patriarchátu.
Během okupace nacistů byl 19. září 1941 úřady zaregistrován jako hlava církve. Dne 14. října 1941 zakázal připomínat při bohoslužbách metropolitu Sergije (Stragorodského) a Sergije (Voskresenského).
Dne 5. listopadu 1942 metropolita Sergij (Stragorodskij) odvolal Alexandra ze správy eparchie a zakázal mu sloužit. Estonské farnosti a část ruských farností jej stále považovala za hlavu církve.
Dne 20. září 1944 byl německými úřady evakuován do tábora Ohmstede u Oldenburgu. Nadále se sám považoval za hlavu církve. V táboře otevřel první zahraniční estonskou farnost. V jiných táborech v Německu se objevily dočasně chrámy, kde se sloužilo v estonštině.
V březnu 1947 získal povolení žít ve Stockholmu, kde 18. října 1953 zemřel. Pohřben byl 25. října na hřbitově Skogskyrkogården.
Po jeho smrti byly farnosti estonské diaspory přijaty na vlastní žádost do Konstantinopolského patriarchátu.